# جهنده هندی
جهنده هندی (نام علمی: Spialia galba) نام یک گونه از سرده جهندگان خاکستری است.

## نگارخانه

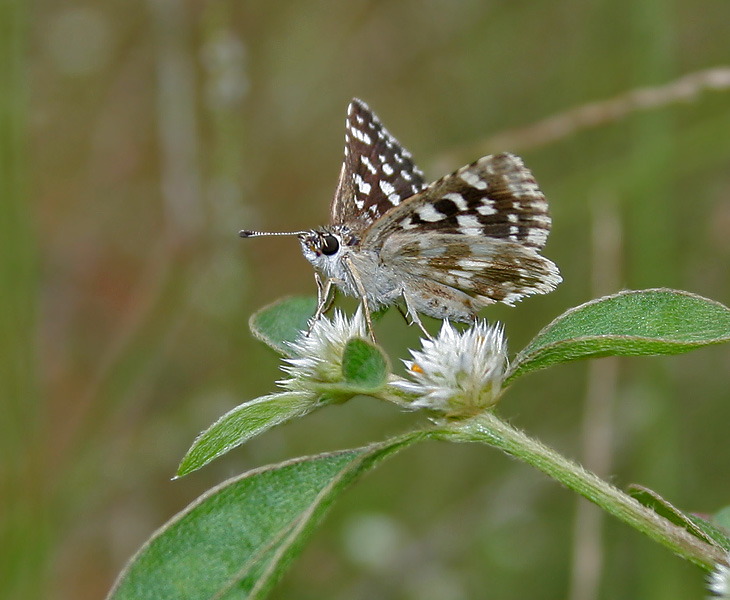
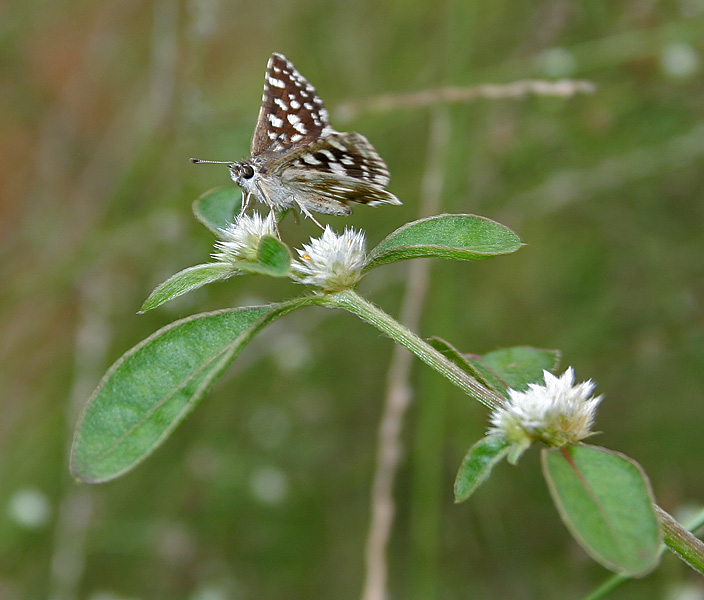